# Marmosops marina
Marmosops marina — вид ссавців родини опосумових (Didelphidae). Мешкає в частині Бразилії, розташованій на південь від Амазонки і на захід від річки Шінгу. На заході його поширення досягає штату Рондонія, а на півдні — на захід від Мату-Гросу. Його описали в грудні 2020 року та назвали на честь Марини Сілви, екологічної активістки та бразильського політика.